# 弗熱希尼亞縣

52°20′N 17°35′E / 52.333°N 17.583°E
弗熱希尼亞縣（波蘭語：Powiat wrzesiński），是波蘭的縣份，位於該國中西部，由大波蘭省負責管轄，首府設於弗熱希尼亞，面積704平方公里，2012年人口76,453，人口密度每平方公里110人。